# Георгій Найденов
Георгій Спіров Найденов (болг. Георги Спиров Найденов, 21 грудня 1931, Софія — 28 травня 1970, Дамаск) — болгарський футболіст, що грав на позиції воротаря. Вважається одним з найкращих воротарів в історії Болгарії. Футболіст року в Болгарії (1961).
Виступав, зокрема, за клуб ЦСКА (Софія), а також національну збірну Болгарії, з якою був учасником двох чемпіонатів світу та двох олімпійських ігор.

## Клубна кар'єра
У дорослому футболі дебютував 1949 року виступами за команду «Червено знаме» (Софія), в якій провів два сезони, взявши участь у 10 матчах чемпіонату.
Протягом 1950—1955 років захищав кольори клубу «Спартак» (Софія). Своєю грою за останню команду привернув увагу представників тренерського штабу клубу ЦСКА (Софія), до складу якого приєднався 1955 року. Відіграв за армійців з Софії наступні одинадцять сезонів своєї ігрової кар'єри. З командою він вісім разів ставав болгарським чемпіоном і тричі вигравав Кубок Болгарії. У 1961 році він був обраний футболістом року в Болгарії.
Завершив ігрову кар'єру у команді «Спартак» (Софія), у складі якої вже виступав раніше. Повернувся до «спартаківців» 1966 року і захищав його кольори до припинення виступів у 1967 році. Всього у групі «А» Найденов провів 298 матчів (176 матчів за ЦСКА, 112 матчів за «Спартак» і 10 матчів за «Червено знаме»). Також за ЦСКА Найденов провів 20 матчів у Кубку європейських чемпіонів (найкращий результат — чвертьфінал у 1957 році).

## Виступи за збірну
20 листопада 1955 року дебютував в офіційних матчах у складі національної збірної Болгарії в товариській грі проти НДР (0:1), а вже наступного року поїхав з командою на Олімпійські ігри 1956 року у Мельбурні, на якому зіграв у двох матчах, а команда здобула бронзові нагороди. Він також грав на наступних Олімпійських іграх у Римі в 1960 році, зігравши у всіх трьох матчах, але його команда не вийшла з групи.
Згодом у складі збірної був учасником чемпіонату світу 1962 року у Чилі, зігравши у всіх трьох матчах проти Аргентини (0:1), проти Угорщини (1:6) та Англії (0: 0), а також чемпіонату світу 1966 року в Англії, зігравши два матчі — проти Бразилії (0:2) і з Португалією (0:3). В обох турнірах болгари не зуміли подолати груповий етап і після другого з них Найденов завершив кар'єру у збірній. Всього протягом кар'єри у національній команді, яка тривала 12 років, провів у її формі 51 матч.

## Тренерська кар'єра
У 1967 році, після закінчення ігрової кар'єри, став помічником тренера «Спартака» (Софія). Після об'єднання «Левскі» і «Спартака» в 1969 році він покинув команду і став головним тренером «Мариці» (Пловдив). Під час турне «Марицею» в Сирії з він раптово помер 28 травня 1970 року на 39-му році життя у місті Дамаск. Офіційна версія смерті — повторний інфаркт міокарда, втім у публічному просторі існує безліч спекулятивних теорій про раптову смерть Найденова. Його дружина Маргарита впевнена, що за смертю Найденова стоїть болгарський спортивний функціонер Ангел Солаков, з яким Георгій Найденов конфліктував після об'єднання «Левскі» зі «Спартаком», та державна безпека.

## Досягнення

### Клубні
- Чемпіон Болгарії (8): 1955, 1956, 1957, 1958, 1958–59, 1959–60, 1960–61, 1961–62
- Володар Кубка Болгарії (3): 1955, 1960–61, 1964–65

### Збірна
- Бронзовий олімпійський призер: 1956